# Men Sam An
Men Sam An (tiếng Khmer: ម៉ែន សំអន, UNGEGN: Mên Sâm'ân [maen sɑmʔɑːn]; sinh ngày 15 tháng 8 năm 1953) là chính khách Campuchia. Bà thuộc Đảng Nhân dân Campuchia và được bầu làm Đại biểu Quốc hội tỉnh Svay Rieng trong cuộc bầu cử năm 2003.
Tính đến năm 2009, bà giữ chức Phó Thủ tướng Campuchia. Bà là nữ phó thủ tướng đầu tiên và tướng bốn sao. Bà nhập ngũ năm 1970 trong thời kỳ Cộng hòa Khmer do Mỹ hậu thuẫn, khởi đầu binh nghiệp trong vai trò quân y.